# Europacup I 1957/58
De derde editie van de Europacup I werd voor de derde keer op rij gewonnen door Real Madrid CF na een finale met verlengingen tegen AC Milan.
24 teams namen deel, waaronder 23 kampioenen. FC Sevilla was vicekampioen maar mocht meedoen omdat kampioen Real rechtstreeks geplaatst was als titelverdediger. De competitie werd overschaduwd door het ongeluk met het vliegtuig van Manchester United FC dat neerstortte na de wedstrijd in Belgrado. 23 mensen kwamen om het leven, waaronder acht spelers van United.

## Voorronde
| Team #1          | Tot.   | Team #2                   | 1ste wed | 2de wed | Playoff      |
| ---------------- | ------ | ------------------------- | -------- | ------- | ------------ |
| Sevilla FC       | 3 - 1  | SL Benfica                | 3 - 1    | 0 - 0   |              |
| Aarhus GF        | 3 - 0  | Glenavon FC               | 0 - 0    | 3 - 0   |              |
| CDNA Sofia       | 3 - 7  | Vasas SC                  | 2 - 1    | 1 - 6   |              |
| Gwardia Warschau | 4 - 4  | SC Wismut Karl-Marx-Stadt | 3 - 1    | 1 - 3   | 1 - 1 (toss) |
| Shamrock Rovers  | 2 - 9  | Manchester United FC      | 0 - 6    | 2 - 3   |              |
| Stade Dudelange  | 1 - 14 | Rode Ster Belgrado        | 0 - 5    | 1 - 9   |              |
| Rangers FC       | 4 - 3  | AS Saint-Étienne          | 3 - 1    | 1 - 2   |              |
| AC Milan         | 6 - 6  | Rapid Wien                | 4 - 1    | 2 - 5   | 4 - 2        |

- Real Madrid, Antwerp FC, Ajax, Young Boys, AS Dukla Praag, Norrköping, Dortmund en CCA Boekarest waren vrij in de voorronde.

## Eerste ronde
| Team #1                   | Tot.  | Team #2            | 1ste wed | 2de wed | Playoff |
| ------------------------- | ----- | ------------------ | -------- | ------- | ------- |
| R. Antwerp FC             | 1 - 8 | Real Madrid CF     | 1 - 2    | 0 - 6   |         |
| IFK Norrköping            | 3 - 4 | Rode Ster Belgrado | 2 - 2    | 1 - 2   |         |
| SC Wismut Karl-Marx-Stadt | 1 - 4 | Ajax               | 1 - 3    | 0 - 1   |         |
| BSC Young Boys            | 2 - 3 | Vasas SC           | 1 - 1    | 1 - 2   |         |
| Manchester United FC      | 3 - 1 | AS Dukla Praag     | 3 - 0    | 0 - 1   |         |
| Sevilla FC                | 4 - 2 | Aarhus GF          | 4 - 0    | 0 - 2   |         |
| Borussia Dortmund         | 5 - 5 | CCA Boekarest      | 4 - 2    | 1 - 3   | 3 - 1   |
| Rangers FC                | 1 - 6 | AC Milan           | 1 - 4    | 0 - 2   |         |

## Kwartfinale
| Team #1              | Tot.   | Team #2            | 1ste wed | 2de wed |
| -------------------- | ------ | ------------------ | -------- | ------- |
| Real Madrid CF       | 10 - 2 | Sevilla FC         | 8 - 0    | 2 - 2   |
| Manchester United FC | 5 - 4  | Rode Ster Belgrado | 2 - 1    | 3 - 3   |
| Ajax                 | 2 - 6  | Vasas SC           | 2 - 2    | 0 - 4   |
| Borussia Dortmund    | 2 - 5  | AC Milan           | 1 - 1    | 1 - 4   |

## Halve finale
| Team #1              | Tot.  | Team #2  | 1ste wed | 2de wed |
| -------------------- | ----- | -------- | -------- | ------- |
| Real Madrid CF       | 4 - 2 | Vasas SC | 4 - 0    | 0 - 2   |
| Manchester United FC | 2 - 5 | AC Milan | 2 - 1    | 0 - 4   |

## Finale
| Team #1        | Res.         | Team #2  |
| -------------- | ------------ | -------- |
| Real Madrid CF | 3 - 2 (n.v.) | AC Milan |

Heizelstadion, Brussel
28 mei 1958
Opkomst: 67 000 toeschouwers

Scheidsrechter: Albert Alsteen (België)

Scorers: 69' Juan Alberto Schiaffino 0-1, 74' Alfredo Di Stéfano 1-1, 78' Ernesto Grillo 1-2, 79' Héctor Rial 2-2, 107' Francisco Gento 3-2
Real Madrid CF (trainer Luis Carniglia):

Juan Alonso, Ángel Atienza, José Santamaría, Rafael Lesmes, Juan Santisteban, José María Zárraga, Raymond Kopa, José Iglesias Joseito, Alfredo Di Stéfano, Héctor Rial, Francisco Gento

AC Milan (trainer Giuseppe Viani):

Narciso Soldan, Alfio Fontana, Cesare Maldini, Eros Beraldo, Mario Bergamaschi, Luigi Radice, Giancarlo Danova, Nils Liedholm, Juan Alberto Schiaffino, Ernesto Grillo, Tito Cucchiaroni

## Kampioen
| Europacup I – Seizoen 1957/58 |
| ----------------------------- |
| Real Madrid CF 3de titel      |